# Khu công nghệ cao Đà Nẵng
| Khu công nghệ cao Đà Nẵng                               | Khu công nghệ cao Đà Nẵng                                                          |
| ------------------------------------------------------- | ---------------------------------------------------------------------------------- |
| Bản đồ cơ cấu sử dụng đất của Khu công nghệ cao Đà Nẵng |                                                                                    |
| Năm thành lập                                           | 2010                                                                               |
| Diện tích                                               | 1.129,76 ha                                                                        |
| Địa chỉ                                                 | xã Hòa Liên và Hòa Ninh, Hòa Vang                                                  |
| Thành phố                                               | Đà Nẵng                                                                            |
| Quốc gia                                                | Việt Nam                                                                           |
| Điện thoại                                              | +84 0236 3830017                                                                   |
| Email                                                   | dhpiza@danang.gov.vn                                                               |
| Website                                                 | https://dhpiza.danang.gov.vn/ Lưu trữ ngày 27 tháng 9 năm 2019 tại Wayback Machine |

Khu công nghệ cao Đà Nẵng (tên tiếng Anh: Danang Hi-Tech Park) được thành lập theo Quyết định số 1979/QĐ-TTg ngày 28/10/2010 của Thủ tướng Chính phủ. 
Sau hai Khu công nghệ cao ở Hà Nội và Khu công nghệ cao ở Thành phố Hồ Chí Minh, Khu công nghệ cao Đà Nẵng là khu công nghệ cao Quốc gia đa chức năng thứ ba của Việt Nam được thành lập. Mục tiêu của Khu công nghệ cao Đà Nẵng là trở thành một điểm đến hấp dẫn của các nhà đầu tư trong và ngoài nước, tạo động lực thúc đẩy sự phát triển khoa học - kỹ thuật của thành phố Đà Nẵng nói riêng và cả khu vực miền Trung - Tây Nguyên nói chung.
Khu công nghệ cao Đà Nẵng phấn đấu trở thành một khu đô thị sinh thái, có sự kết hợp hài hòa giữa nghiên cứu - phát triển, đào tạo,
sản xuất với môi trường sống và môi trường văn hóa - xã hội.

## Tổng quan

### Vị trí địa lý
Khu công nghệ cao Đà Nẵng nằm về phía Tây Bắc so với trung tâm thành phố Đà Nẵng, tọa lạc tại xã Hòa Liên và xã Hòa Ninh, huyện Hòa Vang, thành phố Đà Nẵng, nằm trên tuyến đường cao tốc La Sơn - Túy Loan (nằm trong cao tốc Đà Nẵng - Dung Quất), nối liền các khu kinh tế trọng điểm miền Trung: Khu kinh tế Chân Mây-Lăng Cô (tỉnh Thừa Thiên - Huế), Khu Kinh tế Chu Lai (tỉnh Quảng Nam), Khu Kinh tế Dung Quất (tỉnh Quảng Ngãi); cách trung tâm thành phố Đà Nẵng 22 km, cách Cảng Tiên Sa 25 km, cách Sân bay Quốc tế Đà Nẵng 17 km.
Vị trí xây dựng có nền đất cao, nền địa chất thuộc hệ mác ma biến chất, kết
tinh (đá phiến kết tinh), thuận lợi cho việc xây dựng cơ sở hạ tầng, không tốn kém chi phí cho việc chống lún.

### Điều kiện tự nhiên

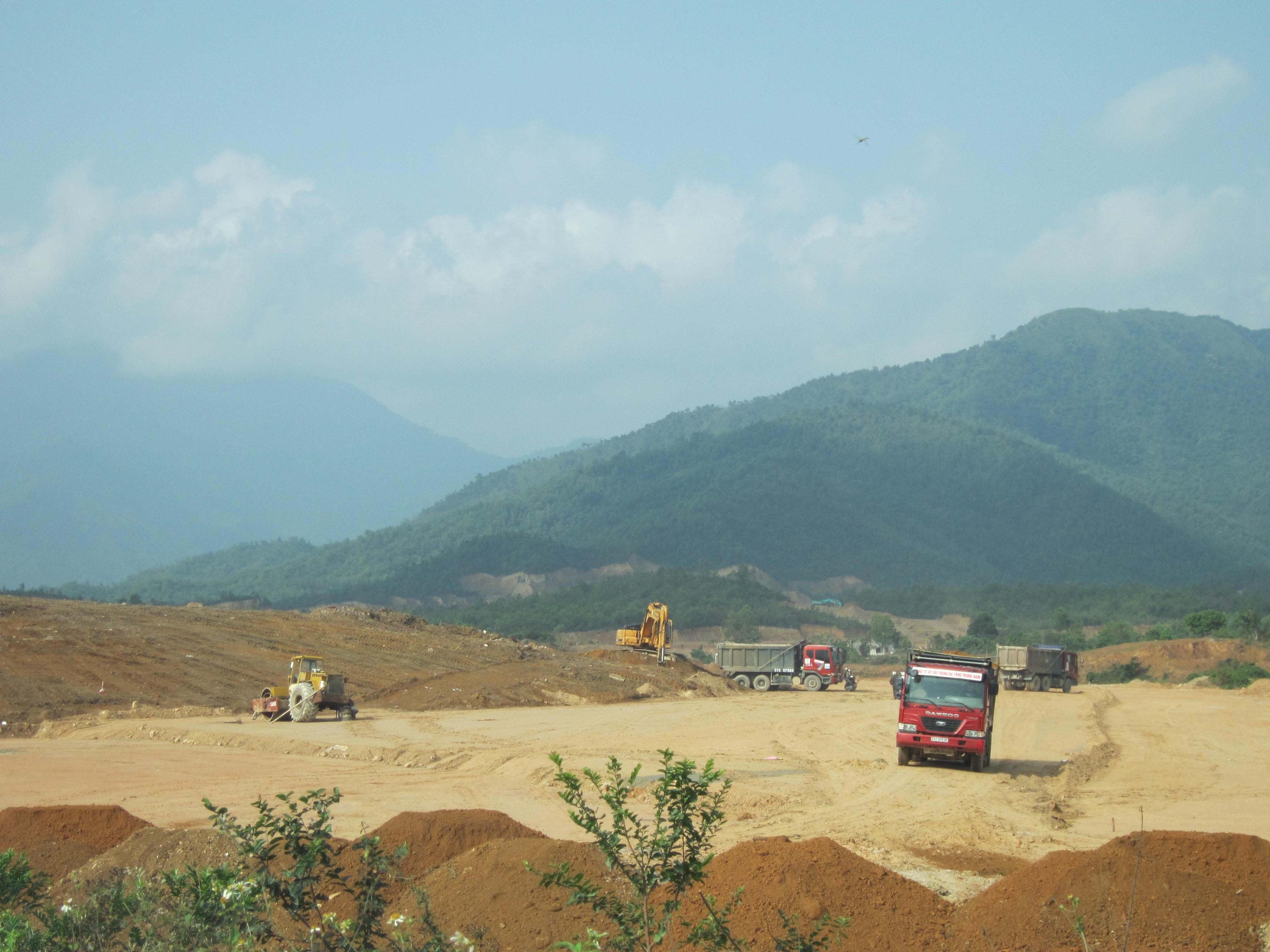
San lấp mặt bằng

- Địa hình

Vị trí quy hoạch xây dựng KCNC có nền đất cao, không bị ngập lụt về mùa mưa; phía Bắc và phía Nam có núi bao bọc nên có khả năng hạn chế tối đa tác động của bão.
- Địa chất

Nền địa chất thuộc hệ mác ma biến chất, kết tinh (đá phiến kết tinh), thuận lợi cho việc xây dựng cơ sở hạ tầng, không tốn kém chi phí cho việc chống lún (theo bản đồ Địa chất Việt Nam - Campuchia - Lào 1935 của J.Fromaget và cộng sự).
- Môi trường sinh thái

KCNC có môi trường sinh thái hài hòa với cảnh quan thiên nhiên, môi trường tự nhiên trong sạch, có đồng bằng, có núi, có rừng cây xanh, gần sông Cu Đê, gần Khu du lịch Bà Nà.
Trong ranh giới quy hoạch có hồ Hoà Trung với diện tích mặt nước hơn 86 ha, ảnh hưởng tích cực đến môi trường sinh thái và công tác xây dựng cảnh quan trong Khu công nghệ cao.

## Các khu chức năng

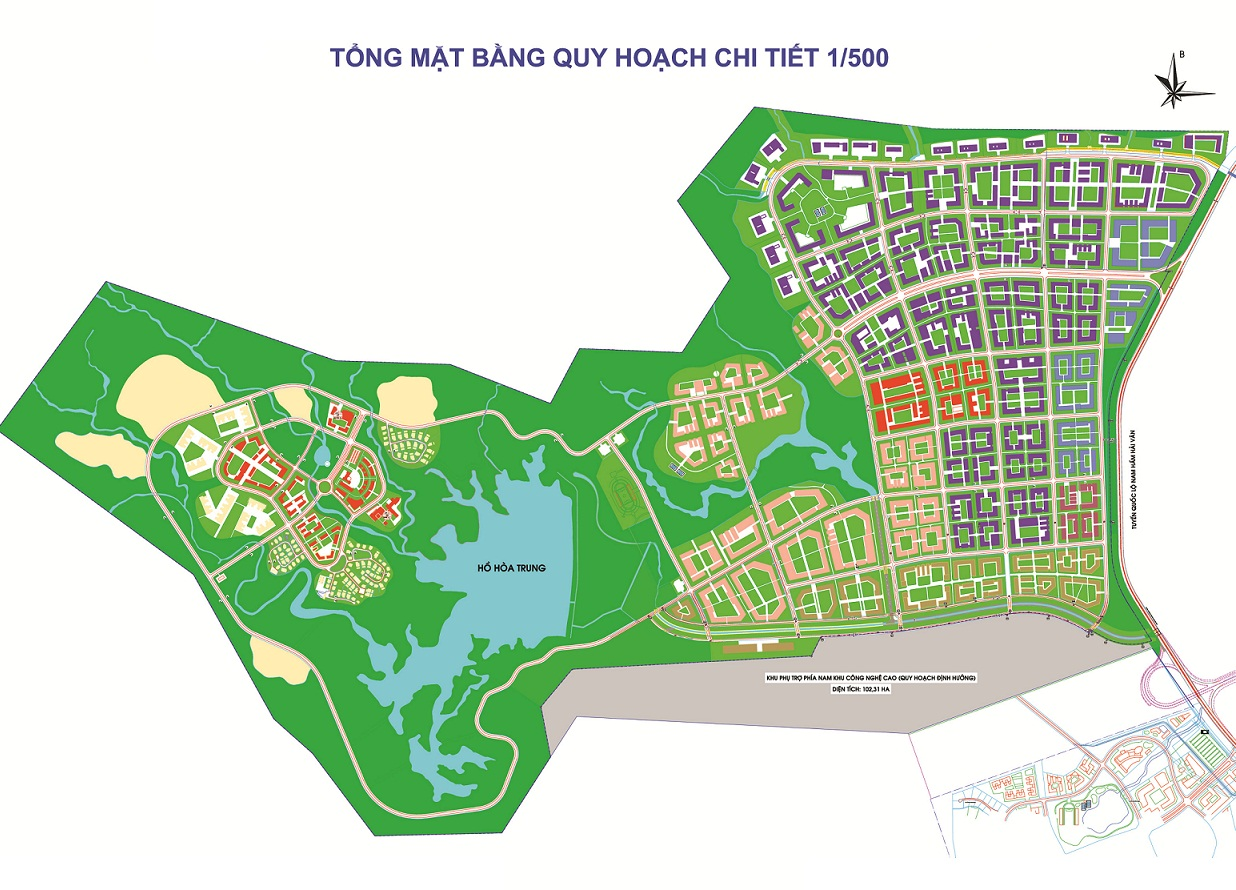
Quy hoạch chi tiết KCNC Đà Nẵng

Tổng diện tích: 1.129,76ha, trong đó:
- Các khu chức năng: 673,94ha (60%)
- Đồi núi, mặt nước và cây xanh: 455,82ha (40%)

1. Khu sản xuất: 208,08ha
2. Khu hậu cần, logistics và dịch vụ CNC: 29,76ha
3. Khu quản lý - hành chính: 39,29ha
4. Khu công trình hạ tầng kỹ thuật đầu mối: 7,07ha
5. Khu phụ trợ: 39,26ha
6. Khu nghiên cứu - phát triển, đào tạo và ươm tạo doanh nghiệp: 94,51ha
7. Khu ở: 37,12ha
8. Cây xanh, mặt nước, công viên, khu thể thao: 72,53ha

## Cơ sở hạ tầng kỹ thuật thiết yếu

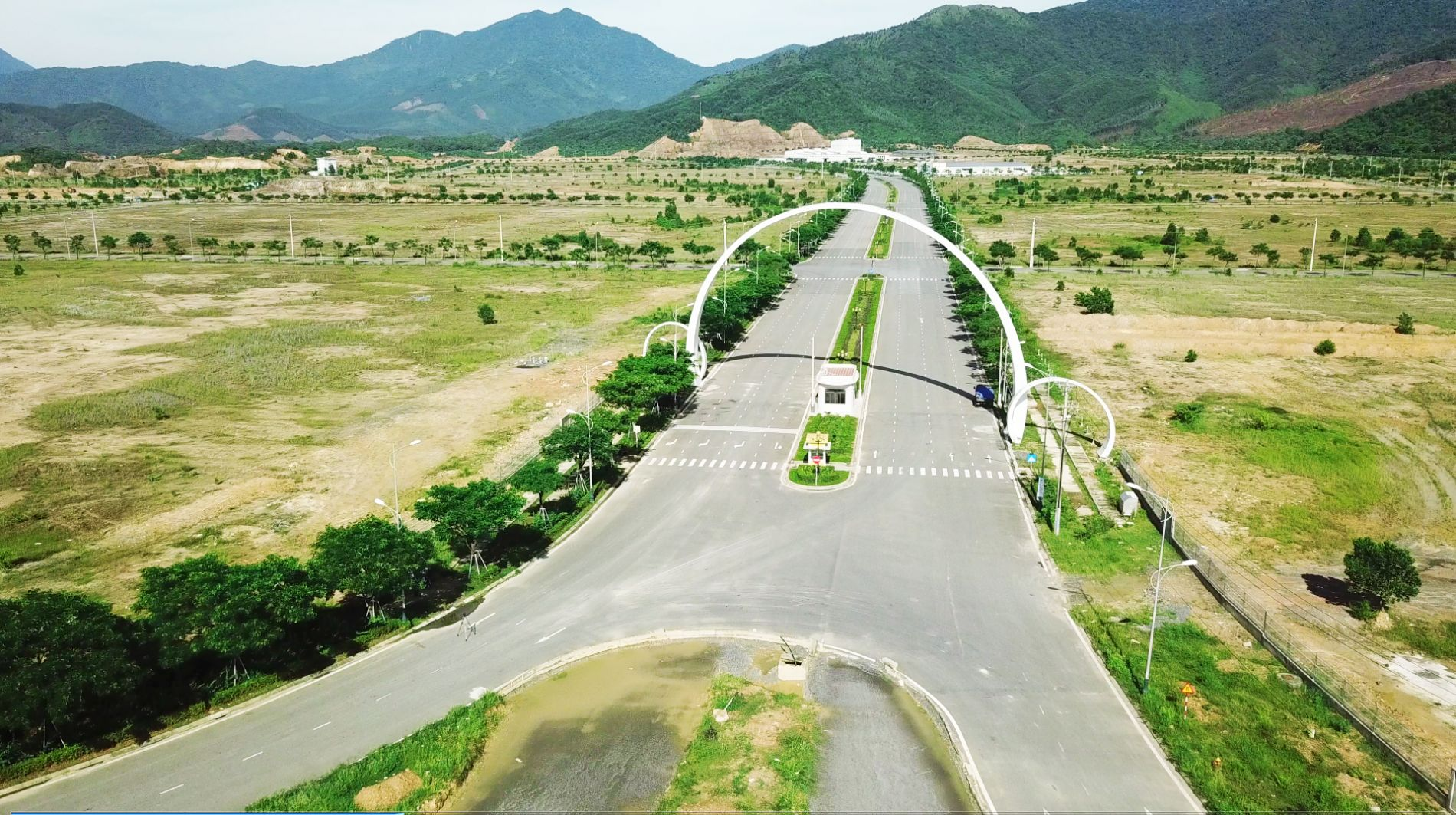
Khu Công nghệ Cao Đà Nẵng (Tháng 10/2019).

### Hệ thống giao thông
Các tuyến giao thông trong KCNC bao gồm:
- Đường Trung tâm có mặt cắt ngang Bn = 51m
- Các trục phân khu có mặt cắt ngang Bn = 22,5m ÷ 33m
- Các tuyến đường nội bộ trong từng khu chức năng có mặt cắt ngang Bn = 8m ÷ 15m.

### Hệ thống thoát nước
Thoát nước trong Khu công nghệ cao được thiết kế theo hướng thoát nước riêng, cụ thể như sau:
- Hệ thống thoát nước bẩn: nước bẩn chảy vào hệ thống cống dẫn sau đó được làm sạch ở các nhà máy xử lý trước khi đổ ra nguồn tiếp nhận (sông, hồ…).
- Hệ thống thoát nước mưa: có hệ thống cống dẫn và các hố thu nước mưa riêng biệt, đưa thẳng ra nguồn tiếp nhận (sông, hồ…).

### Hệ thống thoát nước thải
- Xây dựng hệ thống thoát nước riêng hoàn toàn để thoát nước thải cho khu công nghệ cao Đà Nẵng.
- Trong khu vực công nghệ cao có 2 khu công trình đầu mối kỹ thuật hạ tầng và trạm xử lý chất thải.
  - Trạm 1: chủ yếu tập trung thu gom, trung chuyển chất thải rắn, quy mô diện tích: 0,8 ha.
  - Trạm 2: đầu tư nhà máy xử lý nước thải, quy mô diện tích: 02 ha. Công suất: 18.000 m3/ngày.đêm (04 mô đun), đảm bảo xử lý triệt để nguồn nước thải của Khu Công nghệ cao đạt Quy chuẩn kỹ thuật môi trường hiện hành QCVN 40:2011/BTNMT – Cột B với các hệ số Kq=0,9 và Kf=0,9 trước khi xả thải

### Hệ thống cấp nước
Nguồn nước cung cấp cho KCNC dự kiến được lấy từ Nhà máy nước Hòa Liên có công suất 240.000 m3/ng.đ. Hiện nay nhà máy đang trong giai đoạn chuẩn bị đầu tư và sẽ hoàn thành vào năm 2018.
Trong giai đoạn đầu, khi Nhà máy nước Hòa Liên chưa hoàn thành, Khu công nghệ cao sẽ được cấp nước tạm từ tuyến ống D225 trên tuyến đường tránh Nam hầm Hải Vân. Nguồn nước lấy từ trạm bơm tăng áp DT602; trạm bơm có công suất 120 m3/h, H = 70m. 

### Hệ thống cấp điện
Phương án cấp điện cho KCNC là xây dựng trạm 110/22kV Hòa Liên, quy mô công suất 2x63MVA. Dự kiến năm 2015 sẽ đưa vào vận hành trước 01 máy biến áp 63MVA. Đường dây 110kV mạch kép cấp điện cho trạm sẽ đấu nối chuyển tiếp trên mạch đường dây 110kV Hòa Khánh - Hầm Hải Vân.

### Hệ thống thông tin liên lạc
KCNC sẽ có hạ tầng công nghệ thông tin - truyền thông đảm bảo liên lạc, kết nối thông suốt, đường truyền chất lượng cao, bảo mật, an toàn và an ninh mạng.

## Lĩnh vực thu hút đầu tư
1. Công nghệ sinh học phục vụ y tế, nông nghiệp, thủy sản
2. Công nghệ vi điện tử, cơ điện tử và quang điện tử
3. Tự động hóa và cơ khí chính xác
4. Công nghệ vật liệu mới, công nghệ nano, năng lượng mới
5. Công nghệ thông tin, truyền thông; phần mềm tin học
6. Công nghệ môi trường, công nghệ phục vụ hóa dầu và một số công nghệ đặc biệt khác

## Chính sách ưu đãi đầu tư[2]

### Ưu đãi về thuế thu nhập doanh nghiệp
- Ưu đãi về thuế suất: Thuế suất ưu đãi 10% trong thời hạn 15 năm. Thời gian áp dụng thuế suất ưu đãi được tính liên tục từ năm đầu tiên doanh nghiệp có doanh thu.
- Ưu đãi về thời gian miễn, giảm thuế: Miễn thuế 4 năm, giảm 50% số thuế phải nộp trong 9 năm tiếp theo. Thời gian miễn thuế được tính liên tục từ năm đầu tiên doanh nghiệp có thu nhập chịu thuế.

### Ưu đãi về giá thuê đất
| Phương thức trả tiền thuê đất          | Giá thuê đất (đồng/m2/năm) | Giá thuê đất (đồng/m2/năm) |
| Phương thức trả tiền thuê đất          | Dự án sản xuất             | Dự án kinh doanh dịch vụ   |
| -------------------------------------- | -------------------------- | -------------------------- |
| Trả từng năm                           | 8,400                      | 10,500                     |
| Trả một lần cho toàn bộ thời gian thuê | 5,250                      | 7,350                      |

### Ưu đãi về tiền thuê đất

#### Các dự án được miễn tiền thuê đất cho cả thời hạn thuê đất
- Ứng dụng công nghệ cao thuộc Danh mục CNC được ưu tiên đầu tư phát triển (Phụ lục I, Quyết định 66/2014/QĐ-TTg);
- Sản xuất sản phẩm thuộc Danh mục sản phẩm CNC được khuyến khích phát triển (Phụ lục II, Quyết định 66/2014/QĐ-TTg);
- Sản xuất sản phẩm công nghiệp hỗ trợ CNC;
- Ươm tạo CNC, ươm tạo doanh nghiệp CNC;
- Ứng dụng, nghiên cứu và phát triển CNC;
- Đầu tư mạo hiểm cho phát triển CNC;
- Xây dựng, kinh doanh kết cấu hạ tầng KCNC;
- Đầu tư phát triển nhà máy nước, hệ thống cấp thoát nước;

#### Các dự án được miễn 15 năm tiền thuê đất
- Xây dựng chung cư cho công nhân làm việc trong Khu CNC
- Đầu tư kinh doanh:
  - Cơ sở hạ tầng các cơ sở giáo dục, đào tạo
  - Trung tâm hội chợ triễn lãm hàng hóa, trung tâm logistics, kho hàng hóa (kho ngoại quan, kho bảo thuế), siêu thị, trung tâm thương mại
  - Trung tâm thể dục, thể thao

#### Các dự án được miễn 11 năm tiền thuê đất
- Dịch vụ dân sinh (nhà ở cho chuyên gia, y tế, sinh hoạt văn hóa và các dịch vụ khác có liên quan đến đời sống của cư dân trong Khu CNC)

### Ưu đãi về tiền sử dụng hạ tầng
- Tiền sử dụng hạ tầng: 4.200đồng/m2/năm
- Miễn 100% tiền sử dụng hạ tầng trong 02 năm đầu kể từ ngày nhận giao đất và giảm 50% trong 03 năm tiếp theo đối với các dự án nghiên cứu - phát triển CNC, ươm tạo CNC, ươm tạo doanh nghiệp CNC, đào tạo nhân lực CNC.
- Miễn 100% tiền sử dụng hạ tầng trong 02 năm đầu kể từ ngày nhận giao đất đối với các dự án thuộc Danh mục CNC được ưu tiên đầu tư phát triển và Danh mục sản phẩm CNC được khuyến khích phát triển theo Quyết định số 66/2014/QĐ-TTg ngày 25/11/2014 của Thủ tướng Chính phủ.
- Giảm 50% tiền sử dụng hạ tầng trong 02 năm đầu kể từ ngày nhận giao đất đối với các dự án sản xuất các sản phẩm thuộc Nhóm VI (Các sản phẩm công nghiệp hỗ trợ cho công nghiệp CNC) trong Danh mục các sản phẩm công nghiệp hỗ trợ ưu tiên phát triển theo Nghị định số 111/2015/NĐ-CP ngày 03/11/2015 của Chính phủ.
- Tiền xử lý nước thải: 4.200 - 6.300 đồng/m3

## Hỗ trợ nhà đầu tư
- Cung ứng dịch vụ hành chính một cửa: Hỗ trợ nhà đầu tư giải quyết các thủ tục hành chính theo cơ chế một cửa.
- Hỗ trợ thủ tục xuất cảnh, nhập cảnh, cư trú: Hỗ trợ nhà đầu tư nước ngoài và gia đình thực hiện thủ tục gia hạn tạm trú, cấp thị thực, cấp thẻ tạm trú; tạo điều kiện thuận lợi về cư trú, thuê nhà ở trong Khu CNC Đà Nẵng.
- Hỗ trợ thu hút nguồn nhân lực công nghệ cao: Hỗ trợ doanh nghiệp tìm kiếm, tuyển dụng và đào tạo nhân lực cho doanh nghiệp; gặp gỡ các cơ sở đào tạo trong nước để tuyển dụng sinh viên xuất sắc.
- Hỗ trợ vay vốn: Hỗ trợ nhà đầu tư tiếp cận các tổ chức tài chính, tín dụng để vay vốn theo quy định hiện hành của pháp luật.

## Bộ thủ tục hành chính
- Lĩnh vực đầu tư Lưu trữ ngày 26 tháng 1 năm 2016 tại Wayback Machine
- Lĩnh vực đất đai Lưu trữ ngày 26 tháng 1 năm 2016 tại Wayback Machine
- Lĩnh vực lao động Lưu trữ ngày 26 tháng 1 năm 2016 tại Wayback Machine
- Lĩnh vực quy hoạch Lưu trữ ngày 20 tháng 7 năm 2015 tại Wayback Machine
- Lĩnh vực xây dựng Lưu trữ ngày 26 tháng 1 năm 2016 tại Wayback Machine
- Lĩnh vực quản lý doanh nghiệp Lưu trữ ngày 26 tháng 1 năm 2016 tại Wayback Machine
- Lĩnh vực lưu thông hàng hóa trong nước và xuất nhập khẩu Lưu trữ ngày 26 tháng 1 năm 2016 tại Wayback Machine

## Ban Quản lý Khu công nghệ cao Đà Nẵng[3]
Ban Quản lý Khu công nghệ cao Đà Nẵng được thành lập theo Quyết định số 1980/QĐ-TTg ngày 28/10/2010 của Thủ tướng Chính phủ về việc thành lập Ban Quản lý Khu công nghệ cao Đà Nẵng.
Hiện nay, Ban Quản lý Khu công nghệ cao nằm tại  Lô C2, đường số 5, Khu công nghệ cao Đà Nẵng, liên hệ: 0236.3566704 - 3.566703